# Phyllachora miscanthidii
Phyllachora miscanthidii är en svampart som beskrevs av Doidge 1942. Phyllachora miscanthidii ingår i släktet Phyllachora och familjen Phyllachoraceae.   Inga underarter finns listade i Catalogue of Life.